# Мак-Маллен (округ)
Округ Мак-Маллен (англ. McMullen county) — округ штата Техас Соединённых Штатов Америки. На 2000 год в нем проживало 851 человек. По оценке бюро переписи населения США в 2008 году население округа составляло 837 человек. Окружным центром является город Тилден.

## История
Округ Мак-Маллен был сформирован в 1877 году из участков округов Атаскоса, Бэр и Лайв-Ок. Он был назван в честь Джона Макмаллена, ирландца, основавшего одну из колоний в Техасе.

## География
По данным бюро переписи населения США площадь округа Мак-Маллен составляет 2959 км², из которых 2883 км² — суша, а 76 км² — водная поверхность (2,59 %).